# Kennel Peak
Der Kennel Peak ist ein über 800 m hoher und markanter Berg an der Hobbs-Küste des westantarktischen Marie-Byrd-Lands. In der Demas Range ragt er rund 800 m nördlich des Rockney Ridge auf.
Der United States Geological Survey kartierte ihn anhand eigener Vermessungen und mittels Luftaufnahmen der United States Navy aus den Jahren von 1959 bis 1969. Das Advisory Committee on Antarctic Names benannte ihn 1974 nach A. Alexander Kennel, Ionosphärenphysiker und wissenschaftlicher Leiter der Amundsen-Scott-Südpolstation im Jahr 1969.